# Symphaeophyma subtropicale
Symphaeophyma subtropicale är en svampart som beskrevs av Speg. 1912. Symphaeophyma subtropicale ingår i släktet Symphaeophyma och familjen Parmulariaceae.   Inga underarter finns listade i Catalogue of Life.